# Erhvervs-, trafik- og miljøcentraler i Finland
Erhvervs-, trafik- og miljøcentralerne i Finland (svensk: närings-, trafik- och miljöcentralen (ntm-centralen, ntm), finsk: elinkeino-, liikenne- ja ympäristökeskus (ely-keskus, ely)) er statslige institutioner, der blev oprettede, da lenene blev nedlagte den 1. januar 2010.   

## Ansvarsområder
Centralerne har tre ansvarsområder. Det er:
- erhverv, arbejdskraft, kompetencer og kultur
- trafik og infrastruktur
- miljø og naturressourcer

På disse områder har centralerne overtaget opgaver fra lenene. 
Desuden har centralerne fået opgaver fra en række tidligere statsinstitutioner som fx arbejds- og erhvervscentralerne, de regionale miljøcentraler, kontorerne for miljøtilladelser, vejdistrikterne og arbejdstilsynet. 

## Regionsforvaltninger
Lenenes øvrige opgaver er overtaget af Finlands regionsforvaltninger.

## Regional inddeling
I 2010 blev der oprettet en række erhvervs-, trafik- og miljøcentraler:
- centraler med tre ansvarsområder: Birkaland, Egentliga Finland, Lappland, Mellersta Finland, Norra Savolax, Norra Österbotten, Nyland, Södra Österbotten og Sydøstlige Finland (Kymmenedalen og Södra Karelen). 
  - centraler med to ansvarsområder (ansvarsområdet erhverv, arbejdskraft, kompetencer og kultur samt ansvarsområdet miljø og naturressourcer): Kajanaland (under centralen i Norra Österbotten), Norra Karelen (under centralen i Norra Savolax), Södra Savolax (under centralen i Norra Savolax) og Søndre Tavastland (Egentliga Tavastland og Päijänne-Tavastland, under centralen i Nyland).
    - centraler med et ansvarsområde (ansvarsområdet erhverv, arbejdskraft, kompetencer og kultur): Vestre Satakunta (under centralen i Egentliga Finland) og Österbotten (Österbotten og Mellersta Österbotten, under centralen i Södra Österbotten).